# Manuel Legua Marti
Manuel Legua Marti (ur. 23 kwietnia 1875 w Alaquàs, zm. 26 września 1936 między Madrytem a Francją) – hiszpański amigonianin, męczennik i błogosławiony Kościoła katolickiego.

## Życiorys
W 1892 wstąpił do zgromadzenia amigonianów w celu złożenia ślubów, lecz odszedł z powodu poważnej choroby. Ponownie wstąpił do zakonu w 1904 roku i złożył śluby zakonne, a dwa lata później w czerwcu 1906 wyświęcony na kapłana. Był radcą prawnym i dyrektorem szkoły w Madrycie. Po wybuchu wojny domowej w Hiszpanii schronił się w domu studenta. Zginął na drodze z Madrytu do Francji.

## Kult
Został beatyfikowany w grupie 233 męczenników przez papieża Jana Pawła II 11 marca 2001 roku.